# KV–2

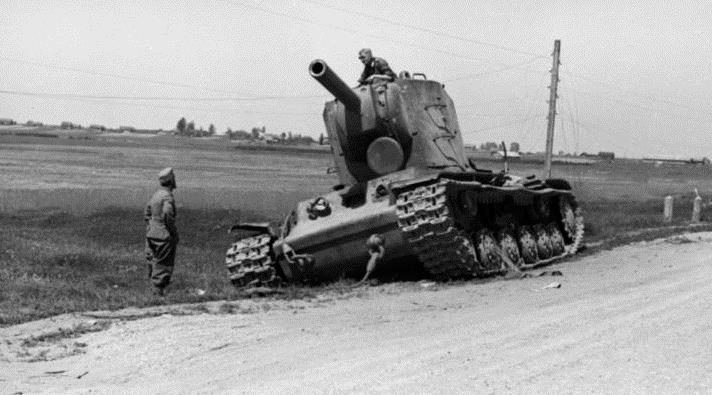
Elhagyott szovjet KV–2 az észak-szovjet fronton 1941 júniusában

A KV–2 (KV – Kliment Vorosilov) szovjet nehéz harckocsi a második világháború időszakából. 1940 tavasza és 1941 októbere között gyártották a KV–1 alvázát felhasználva, jelentősen módosított toronnyal és főfegyverzettel.
Alapvető feladatául a támadott ellenséges frontszakasz áttörését és a megerősített körletek rombolását jelölték meg, ezért főként az ún. áttörő ezredeket szerelték fel a típussal. Nagy méretű és nehéz tornyába egy 152 mm-es M–10 típusú tarackot építettek, amely révén a rendszeresített kumulatív lövedék alkalmazásával harckocsik ellen is bevethetővé vált. Az 52 kg-os lövedék 1500 m-en 76 mm páncélt ütött át. Azonban 12 tonna tömegű tornyát csak lassan tudta forgatni, valamint alulmotorizáltsága sorozatos műszaki problémák elé állította a kezelőszemélyzetet. Leghátrányosabb tulajdonsága az volt hogy a löveg osztott lőszert tüzelt (külön kellett először a lövedéket, utána a kivető töltetet betölteni ami az egyesített lőszerhez képest lassú).
Magas tornya kiváló célpont volt, ráadásul a nagy méretű lőszerből csak keveset vihetett magával. Gyártásuk a harcok elől a hátországba hátravont gyárak leállásával szűnt meg. A Wehrmacht is hadrendbe állította KV–2 754(r) típusjelzéssel. A kiinduló ötlet jó volt, később sok hasonló német és szovjet roham- és önjáró löveg készült, de mint saját kategóriájában elsőnek feltűnt fegyver még sok gyermekbetegséggel küzdött, amit a későbbi típusoknál kijavítottak. A problémát elsősorban a torony okozta, mivel a nagy kaliberű fegyver tömege és mérete miatt túlméretezett és gyengén mozgatható tornyot alakítottak ki. A későbbi hasonló célú járműveket torony nélkül, rögzített löveggel tervezték.

## Története
Az 1940–43 között a szovjet nehéz harckocsiknál általánosan használt KV rövidítés – így a KV–2 típus megnevezése – Kliment Jefremovics Vorosilov nevének kezdőbetűiből ered. A 2-es szám a második modellt jelöli a KV harckocsik sorában. A harckocsit a leningrádi Kirov Gyár mérnöki irodája 1940 januárjában tervezte a Munkás-paraszt Vörös Hadsereg – alapvetően az 1939–40-ben zajló téli háborúban a Mannerheim-vonal erődrendszerét leküzdeni képes – jól védett és nagy tűzerejű tank igényét és annak hiányát kielégítendő. Két hónapra rá a KV–2-t hivatalosan is rendszeresítették és a leningrádi gyár megkezdte a sorozatgyártást, ami 1941 októberéig tartott. A gyártás befejezése több okra vezethető vissza: nagy anyagigény, alacsony megbízhatóság, a gyár Leningrád ostroma miatt történő áttelepítése, illetve az ostromgyűrű bezárulása után a termelés teljes befejezése. A leningrádi gyár által legyártott 334 darab KV-2 harckocsi az 1941-es harcokban gyakorlatilag mind megsemmisült.

## Felépítése
A harckocsit az azelőtt jól bevált de fegyverzetét tekintve "gyengének" bizonyuló KV-1 esből fejlesztették tovább egy hatalmas 12 t tömegű nagyon magas tornyot kapott. A német harckocsizók azzal gúnyolták, hogy "ha egyszer felderíted, lehetetlen nem eltalálni". A toronyba egy 152 mm-es M-10 típusú tarackot építettek. A lőszer a hatalmas torony hátsó részének jobb-és bal oldalában illetve az alvázon kapott helyet. A harckocsin két darab DT géppuska került beépítésre: egy a löveggel párhuzamosítva, illetve mivel a torony nagyon lassan forgott, ezért nagyon könnyen kivitelezhető volt az hogy egy magányos KV-ra egy gyalogos katona hátulról rátámadjon ezért a másikat a torony hátsó részébe helyezték. A harckocsi össztömege (57 tonna) miatt még elődjénél (KV-1) is lassabb volt és erőtlenebbül kanyarodott álló helyzetből indulva.

## Típusváltozatok
- KV–2
- KV–2A
- KV–2B
- KV–2 754(r): a Wehrmacht által hadrendbe állított járművek, módosított, német parancsnoki kupolával és külső-belső felszereléssel.

## Harci alkalmazás
Első bevetése a Téli háború végén történt a Mannerheim-vonal áttörése idején.
A Barbarossa hadművelet idején a harckocsi páncéljait német harckocsiágyúk még közvetlen közelről sem voltak képesek átlőni, ami sokkolta a német páncéloscsapatokat. Leküzdésük a német gyalogság mágneses tapadóaknáival, vagy a tüzérség révén sikerült. Az Északnyugati Front alá beosztott 41. harckocsi-hadosztály 33 KV–2-eséből 22-t veszített el. Ezek közül mindössze ötöt semmisített meg az ellenség, tizenhetet pedig hátrahagytak műszaki gondok, vagy az elfogyott üzemanyag miatt. Októberben a gyártását leállították.